# 兰开斯特 (宾夕法尼亚州)
蘭開斯特（英語：Lancaster）是美国宾夕法尼亚州蘭開斯特郡的郡治。2003年人口55,351人，是該州第八大城市。當地人對城名的讀音為LANK-i-stir。
建於1734年，1742年建鎮，1818年建市。城名是來自英格蘭的蘭開斯特，城市的綽號是「紅薔薇城市」。